# The Iron Mule

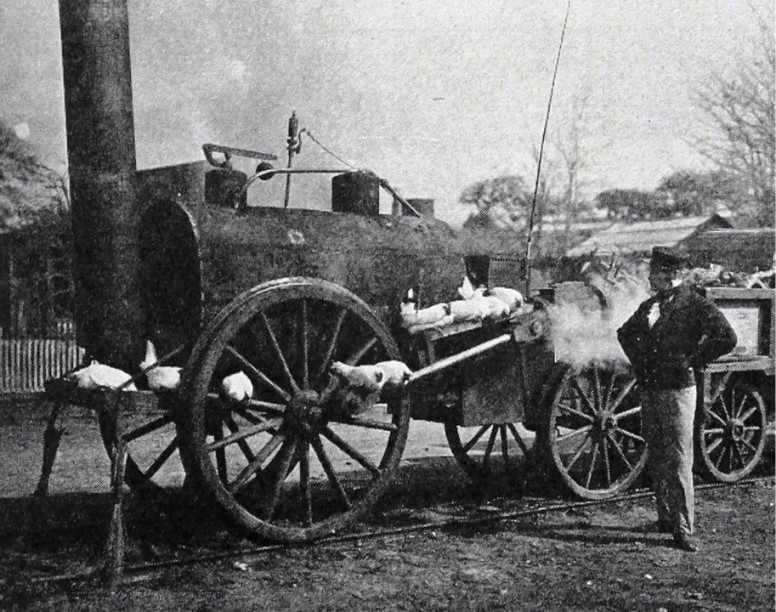
Image du film avec Al St. John, parue dans le magazine Exhibitors Herald.

The Iron Mule est un film américain écrit et réalisé par Roscoe Arbuckle, sorti en 1925.

## Synopsis
En 1830 à Likskillet, l'Iron Mule est une machine à vapeur utilisée pour transporter des voitures converties sur un rail. Alors qu'ils partent, une vache sur les retarde s'éloigner. Afin de pouvoir passer par un tunnel, le conducteur doit enlever le grand entonnoir du moteur avant et ils atteignent ensuite une rivière où il n'y a pas de pont. Les passagers sont alors contraints d'attacher des bûches ensemble qui flottant sur la surface de l'eau forme un pont. Le trajet devient alors fluvial pour un temps et ils roulent ensuite sur les rails toute la nuit.
Le lendemain matin, un cow-boy attache un cheval à la dernière voiture mais le train ne peut pas le tirer. Les passagers masculins jouent sur un rouet jusqu'à ce qu'ils soient arrêtés par l'une des femmes. Le train s'ébranle sans conducteur ni passager masculins.
Ils atteignent malgré tout Sassafras où un groupe d'indiens obstrue les rails avec des rondins de bois, faisant dérailler le moteur. Ils commencent à tirer des flèches qui se logent dans une portière ouverte. Les hommes arrivent finalement et le conducteur combat les indiens mais un passager est poursuivi par un indien avec un tomahawk . En courant, il passe son toupet à l'indien comme s'il s'agissait d'un cuir chevelu.
Après la fin des combats, le moteur du train redémarre mais il découple tous les chariots et les passagers lui courent après.

## Fiche technique
- Réalisation : Roscoe Arbuckle (avec Grover Jones en tant que prête-nom)
- Scénario : Roscoe Arbuckle et Grover Jones
- Producteur : Buster Keaton (non crédité)
- Société de production : Reel Comedies Inc.
- Distributeur : Educational Pictures
- Format : Noir et blanc, muet
- Durée : 24 minutes (2 bobines)[1]
- Genre : Comédie
- Date de sortie : 12 avril 1925

## Distribution
- Al St. John : le conducteur de la machine
- George Davis : un passager
- Glen Cavender
- Doris Deane : une passagère
- Buster Keaton : un indien (non crédité)